# Isle Woodah
Isle Woodah är en ö i Australien. Den ligger i territoriet Northern Territory, omkring 590 kilometer öster om territoriets huvudstad Darwin. Arean är 67 kvadratkilometer. Den sträcker sig 23,2 kilometer i nord-sydlig riktning, och 12,6 kilometer i öst-västlig riktning.
Savannklimat råder i trakten. Genomsnittlig årsnederbörd är 1 177 millimeter. Den regnigaste månaden är mars, med i genomsnitt 317 mm nederbörd, och den torraste är augusti, med 2 mm nederbörd.